# Трајна ткива
Трајна ткива су изграђена из диференцираних ћелија које су обликом и грађом прилагођене да врше различите функције и више немају способност деобе. Потпуно диференциране ћелије трајних ткива су скоро увек веће од меристемских, имају релативно мање протоплазме, а веће вакуоле. Често су ћелије трајних ткива мртве, у том случају обично садрже воду или ваздух. По пореклу разликују се примарна и секундарна трајна ткива. Примарна трајна ткива настају непосредно из прамеристема, док секундарна трајна ткива постају радом секундарног меристема. На основу функције коју обављају у биљном телу, трајна ткива се могу сврстати у: 
- Паренхимска ткива
- Покорична ткива
- Механичка ткива
- Проводна ткива
- Ткива за излучивање

## Паренхимска ткива
Многоћелијске биљке ниже организације састављене су само од паренхимских ћелија. Паренхимска ткива често чине основну масу органа виших биљака. Највећи део листова, зељастих стабала, младих коренова, сочних плодова, семена изграђено је од паренхима. Ова ткива су носиоци важних физиолошких функција. У њима се врши фотосинтеза, резервисање материја, преко њих се и примају материје. Паренхимске ћелије су живе, обично су изодијаметричног облика. Имају танке, еластичне ћелијске зидове, изграђене углавном од целулозе. Међу ћелијама паренхимских ткива врло су чести ситни или крупнији интерцелулари. Хистолошки су најближе ембрионалним ћелијама. Стога су паренхимска ткива најмање диференцирана ткива, па је отуда најчешћи случај да секундарни меристеми постају углавном дедиференцирањем ћелија паренхимских ткива. С обзиром на разноврсне улоге које врше, паренхимске ћелије су у извесној мери диференциране. На основу функције које обављају, међу паренхимским ткивима разликују се: 
1. Паренхим за фотосинтезу ( хлоренхим),
2. Паренхим за магацинирање,
3. Спроводни паренхим,
4. Апсорбциони паренхим и
5. Аеренхим

### Паренхим за фотосинтезу (хлоренхим)
Основна функција ћелија овог ткива је фотосинтеза. Ћелије су са танким зидовима, увек садрже хлорофилна зрна, а имају релативно велике вакуоле. Типично фотосинтетско ткиво налази се у листу. Оваква ткива су богата интерцелуларима, чиме се знатно повећава њихова унутрашња површина. Ово је нарочито значајно због процеса који се у овим ткивима врши, а за које је неопходан врло интензиван промет гасова. Хлоренхим се обично налази на оним местима где је светлост најдоступнија, дакле, ближе површини, одмах испод кожних ткива. У већини биљака хлоренхим се јавља у облику палисадног и сунђерастог ткива. Палисадно ткиво је од цилиндричних ћелија , које су усправно постављене на површини органа. Њихова дужина је око десет пута већа од ширине. Сунђерасто ткиво је мање више састављено од лоптастих ћелија, са крупним интерцелуларима и са мање хлорофилних зрна него у палисадним ћелијама. Палисадно и сунђерасто ткиво се налазе заједно у листу, и заједнички се означавају као мезофил. Фотосинтеза није везана само за ћелије хлоренхима листа, већ се може вршити као споредна функција и у другим ткивима, као што су: кожна ткива, паренхим стабла и незрелих плодова. 

### Паренхим за магацинирање
Функција ових ткива је сакупљање и чување воде и органских материја. Ово резервисање може бити дуготрајно, као што је у кртолама и семенима, или краћег трајања, где се материје троше у току истог вегетационог периода. Магацинирање воде се обично врши у живим ћелијама, у којима је она везана за пектинске и друге материје које јако бубре. Органске материје се магацинирају у разним деловима ћелије. Тако се, на пример, шећер у корену шећерне репе налази у ћелијском соку, скроб у пластидима (леукопластима), беланчевине, уља у цитоплазми, хемицелулоза у ћелијском зиду. Ћелије за магацинирање су крупне, обично лоптасте, најчешће са танким зидовима и релативно ситним интерцелуларима. 
Трошење резервних хранљивих материја врши се после хидролизе (уз учешће фермената), чиме се добијају једињења растворљива у води, која се транспортују у места искоришћавања у пупољке, у изданке који се развијају у плодове и семена која су у стадијуму сазревања.

### Проводни паренхим
Проводни паренхим служи за провођење материја. Зато су ћелије овог паренхима издужене у правцу провођења. Проводни паренхим прати проводне елементе.

### Апсорбциони паренхим
Ова ткива врше упијање воде и минералних материја, односно раствора органских материја. Имају периферан положај на органима. Ћелије су им са танким зидовима, богате цитоплазмом и са релативно крупним једрима. Често су издужене и на тај начин им је повећана површина за апсорбцију. Често луче извесне материје ( угљену киселину, ферменте), који повећавају растворљивост материја које ће се апсорбовати. 
Ризодермис служи за апсорбцију воде и растворених соли из земљишта. Налази се на површини одређених зона корена. Састоји се од једног слоја ћелија. По свом положају био одговарао епидермис стабла, па се због тога понекад назива и епидермисом корена па се чак и убраја у кожна ткива. Међутим, његова функција је потпуно супротна. Док епидермис затвара биљку према спољној средини, ризодермис максимално повећава могућност уласка воде и соли из спољашње средине у биљку.

### Аеренхим
Аеренхим је паренхимско ткиво за магацинирање ваздуха. Налази се у оним биљним деловима који се развијају у супстратима са недовољно кисеоника, као што су муљ и вода. Носилац функције овог ткива су врло крупни интерцелулари, испуњени ваздухом.

## Систем кожних ткива
Биљно ткиво је изложено разним утицајима, било да се налази изнад земље, испод површине земље или у води. Посебно су надземни органи изложени разним неповољним утицајима спољне средине: механичким повредама, наглим променама температуре, јакој инсолацији, а нарочито исушивању, односно прекомерној транспирацији. За заштиту биљног тела од ових и многих других утицаја служе кожна ткива. Кожна ткива се у ужем смислу могу поделити на три основне групе :
1. Епидермис
2. Перидермис
3. Мртва кора

### Епидермис
Епидермис ( примарно кожно ткиво) настаје радом примарног меристема ( протодерма) и који је обично састављен из једног слоја ћелија. Он, с једне стране, као заштитни омотач обавија биљно тело споља, али, истовремено има важану улогу при размени материја са спољном средином. На површини великог броја биљака налазе се израштаји епидермских ћелија. То су длаке трихоме. Зидови ћелија епидермиса имају заштитну функцију. Ћелијски зид на слободној површини ових ћелија садржи масне материје кутин и понекад восак који због своје хемијске природе ограничавају губитак воде и спречавају продор микроорганизама. Кутин на површини ствара дебљи или тањи слој кутикулу. Потпуно непропустљив епидермис онемогућио би размену гасова, дисање, фотосинтезу а тиме би живот биљака био немогућ. Највећу улогу у размени материја са спољашњом средином има стомин апарат. Стомин апарат се састоји од: две ћелије затварачице и отвора између њих стоме. Испод отвора налази се стамина дупља, крупан интерцелулар. Ћелије епидермис које се наслањају са леђне стране ћелија затварачица називају се ћелије помоћнице. Све ове ћелије чине стомин апарат који активно регулише промет воде и гасова. Број стома на јединици површине, као и распоред стома, зависи од врсте биљке, односно од тога којем еколошком типу припада, тј. под каквим условима живи. Број стома се може кретати од 10 до 1 000, а просечно се рачуна да их има 100-300 на 1 мм2 лисне површине. Стоме се обично налазе на наличју листа, док их на лицу нема или их је мање.

### Перидермис
Перидермис је покорично ткиво које се налази на површини вишегодишњих стабала и коренова. Непосредно преузима функцију епидермис који се под притиском ткива при дебљању љушти и постепено одумире. Перидермис је сложено ткиво. Главни део перидермиса је плута. Ткиво плуте настаје радом латералног меристема означеног као фелоген или плутин камбијум. Фелоген настаје тако што субепидермиске паренхимске ћелије стичу способност деобе. Ћелије фелогена се деле, при чему унутрашња ћелија остаје ћелија фелогена док се спољашња диференцира у ћелију плуте. Плутина ћелија првом расте а затим се у њен зид уграђује масна материја суберин. Жива ткива која се налазе испод перидермиса изолована су од спољашње средине. Плута прекида размену гасова између живих ћелија и спољашње средине, чиме се отежава њихово досање. Ипак, плута није свуда компактна, постоје места која су означена као лентицеле на којима је ткиво растресито, са пуно интерцелулара кроз које се проветравају биљни органи. Оне се могу видети и голим оком на гранама многих дрвенастих биљака у виду квржица сочивастог облика, које су обично издужене у правцу издуживања стабла.

### Мртва кора
Код многих дрвенастих биљака, фелоген после извесног времена престаје са радом. У том случају дедиференцирањем ћелија, које се налазе знатно дубље, ствара се нови фелоген, који ће тангенцијалним деобама ка површини поново давати ћелије плуте. Новонастали фелоген такође ће после извесног времена потпуно прећи у плуту, па се поново дубље ствара фелоген и тако даље. Сва ткива која се налазе изнад плуте, коју стварају ови допунски ,,фелогени’’, изумиру због тога што је плута прекинула њихову везу са ткивима који доводе хранљиве материје. На тај начин ствара се омотач око органа, понекад и знатне дебљине који се назива мртва кора. Мртва кора не може да прати процес дебљања стабла, већ се истеже, прска и делимично опада, те је због тога увек рапава. Код неких биљака, мртва кора се одбацује помоћу посебних ћелија- фелоида. Ћелије фелоида постају радом фелогена. Постоје две врсте фелоидних ћелија, једне су са танким, неоплуталим зидовима, а друге су са дебљим лигнифицираним зидовима.

## Систем механичких ткива
Битна одлика механичких ткива је да се састоје од ћелија са јако задебљалим ћелијским зидовима. Услед задебљавања ћелијских зидова протопласт код механичких ћелија брзо изумире, тако да су механичке ћелије у потпуно диференцираном стању, осим коленхима, мртве ћелије. Због своје карактеристичне грађе и распореда у биљним органима (у стаблима периферно, у корену централно) ова ткива дају биљкама чврстину и еластичност. Постоје две основне групе механичких ткива: коленхим и склеренхим.

### Коленхим
Коленхим је примарно механичко ткиво грађено од живих ћелија. Ово ткиво је карактеристично за млађе органе, а обично се налази на периферији, исподе епидермис или перидермиса. Ћелије коленхима су живе, широког лумена, садрже цитоплазму и једро, а зидови суи м неравномерно задебљали. Према начину на који ћелијски зидови задебљавају, коленхим се дели на угласт, плочаст и растресит. Код угластог коленхима задебљања ћелијског зида се јављају у угловима, где се суседне ћелије додирују. Код плочастог коленхима задебљавају тангенцијални зидови, док радијални остају танки и целулозни. Код растреситог коленхима задебљали су само делови ћелијског зида који се налазе према интерцелулару.

### Склеренхим
Склеренхим се јавља у оним биљним деловима који су завршили са растом. За разлику од коленхимских ћелија, склеренхимске се одликују равномерно задебљалим зидовима, који су целулозни или чешће лигнификовани, тј. одрвенели. У потпуно диференцираном стању склеренхимске ћелије су мртве, не садрже протопласт и лумен ћелије је испуњен ваздухом. У секундарном, лигнификованом ћелијском зиду могу се запазити каналићи јамица. Према облику ћелија склеренхима разликујемо склеренхимска влакна и склереиде. 
Склеренхимска влакна су углавном груписана у снопиће и пружају се у виду врпци кроз стабло. На уздужном пресеку се види да су то прозенхимске ћелије, влакнастог облика. Склеренхимска влакна обухватају две врсте влакна и то: ликина влакна и дрвена влакна.
Ликина влакна се налазе у зони флоема и то су прозенхимске, вретенасте, јако издужене ћелије, које су на оба краја зашиљене. Потпуно диференцирана ликина влакна представљају мртве ћелије са задебљалим ћелијским зидовима. На попречном пресеку ликина влакна су су полигоналног облика а у средини су са малим, кружним ћелијским луменом испуњеним ваздухом. Захваљујући задебљалим али слабије одрвенелим ћелијским зидовима, ликина влакна се одликују еластичношћу И чврстином.
Дрвена влакна – такође прозенхимске ћелије, на оба краја зашиљене, са јако задебљалим, одрвенелим ћелијским зидовима. За разлику од ликиних влакана дрвена влакна су знатно краћа, зидови су им увек лигнификовани и налазе се у зони ксилема. Главни део ћелије заузима слојевит, одрвенели секундарни ћелијски зид, често испресецан каналићима јамица. Лумен ових ћелија је у виду уске пукотине. 

#### Склереиди
Скелереиди (камене ћелије) су цилиндричног, призматичног или изодијаметричног облика. Ћелијски зидови су им равномерно задебљали, јако лигнификовани и у њима се уочава јасна слојевитост и многобројне просте јамице у облику неразгранатих и разгранатих каналића. У диференционираном стању ћелије склереида су мртве, а њихов лумен је сведен на уску пукотину и испуњен је ваздухом. Склериди граде углавном компактна ткива, али се јављају и појединачно и тада представљају идиобласте. Постоји више склереида и то: брахисклереиди, макросклереиди, остеосклереиди и астросклереиди. Брахисклереиди су изодијаметричног облика, налазе се у групама И настају задебљавањем ћелијских зидова паренхимских ћелија. Налазе се у разним органима: у меснатом делу плода неких биљака, у коштицама, семењачи, итд. Макросклереиди су издужени склереиди цилиндричног облика. Налазе се у семењачи пасуља. Остеосклереиди су цилиндрични и на једном или оба краја имају проширења. Астеосклереиди су склереиди звездастог облика.

## Проводна ткива
Проводна ткива су сложена биљна ткива заслужна за провођење воде и минералних материја од корена ка свим деловима биљке, а растворених органских материја из листова у биљне делове све до корена.

### Ксилем
Вода са минералним материјама проводи се од корена до свих делова биљке помоћу ксилема. 
Ксилем је изграђен од мртвих ћелија са одрвенелим зидовима, које се називају: 
- трахеје и
- трахеиди.

Трахеје су дугачке цеви настале уздужним спајањем ћелија. Уздужни зидови ћелија које ће образовати трахеју одрвењавају, а њихови попречни зидови нестају. Трахеиде су издужене ћелије најчешће са шиљатим врховима.

### Флоем
Флоем проводи растворене органске материје од места где се стварају фотосинтезом, односно од листа па до свих делова биљке. 
Граде га живе ћелије:
- ситасте цеви и
- ћелије пратилице.

Ситасте цеви настају од низа ћелија, на чијим се попречним зидовима стварају перфорације (лат. перфораре =пробушити), па имају изглед сита (отуда им и назив). Ове ћелије су без једра и имају мало цитоплазме. 
Ћелије пратилице су приљубљене уз ситасте цеви и са њима су у вези преко отвора у бочним зидовима. Кроз те отворе пролазе плазмодезме (конци цитоплазме који повезују ћелије). Ћелије пратилице имају једро.

Флоем и ксилем се повезују и чине проводне снопиће. Проводни снопићи могу бити изграђени само од једне врсте ткива (или ксилема или флоема) и онда су то прости проводни снопићи. Када садрже и флоем и ксилем онда су сложени проводни снопићи. Проводни снопићи чине нерватуру листова.

## Ткива за излучивање
Ткива за излучивање код биљака могу бити у форми појединачних ћелија расутих по другим ткивима (идиобласти), секреторних цеви (млечне цеви), секреторних канала и шупљина, или жлезданих длака на површини биљних органа. Секрет жлезданих длака, обично је смеша испарљивих компоненти - етарско уље. Посебан облик секреторних структура су нектарници, који излучују сладак сок, и хидатоде за излучивање воде.